# Арън Кинкейд
Арън Кинкейд (на английски: Aron Kincaid; 15 юни 1940 – 6 януари 2011) е американски актьор и озвучаващ артист. Известен е с озвучаването на Крок в „Батман: Анимационният сериал“ и Скай Линкс в „Трансформърс“. В късните си години се изявява като модел и художник.
Умира на 70-годишна възраст заради проблеми със сърцето.